# Personaggi di Zorro (serie televisiva 1957)
Questa voce contiene un elenco dei personaggi presenti nella serie televisiva Zorro del 1957.

## Personaggi principali

### Don Diego de la Vega/Zorro
Don Diego de la Vega è il protagonista della serie. È un ex studente universitario, recentemente richiamato da suo padre, Don Alejandro de la Vega, da Madrid nella sua casa fuori dal Pueblo di Los Angeles. Poco prima di tornare in California, viene a sapere della tirannia del capitano Monastario e si rende conto che suo padre lo ha convocato per aiutare a combattere questa ingiustizia. Sebbene abbia vinto medaglie di scherma in Spagna, Diego decide che la sua migliore linea d'azione è nascondere la sua abilità con la spada e usare il comportamento di un intellettuale mite piuttosto che di un uomo d'azione deciso. Il suo alter ego, Zorro, opera principalmente di notte, intraprendendo l'azione diretta che Diego non può fare. Questo inganno non sempre piace a Diego, soprattutto perché influisce sul suo rapporto con il padre deluso. A causa della sua doppia identità Diego è costretto giocoforza a combattere e prendersi gioco del sergente Garcia, nonostante questi è suo amico, proprio perché collaboratore (anche se contro la propria volontà) del capitano Monastario e altre personalità autoritarie che tiranneggiano il popolo. Diego fa molto affidamento sul suo ingegno, sia con che senza la maschera. Più avanti nella serie, Diego emerge come una figura rispettata a pieno titolo, un pensatore intelligente e un amico leale che sembra essere un incapace nell'uso della spada. Usando come rifugio un passaggio segreto sotto la propria hacienda e come cavallo il fido e veloce Tornado, riuscirà, dopo molte avventure, a sconfiggere il capitano Monastario. Tuttavia, in seguito all'assassinio del nuovo ufficiale comandante del cuartel della città, Zorro scoprirà l'esistenza di un'estesa organizzazione criminale, composta da insospettabili politici corrotti, che tramano per scacciare gli Spagnoli e poter accedere alle ricchezze locali.
Nella seconda stagione Don Diego si reca per un certo periodo a Monterey, sempre insieme al servo Bernardo, dove immancabilmente deve vedersela con altri fuorilegge che incontra lungo la strada. Inoltre affronta seriamente (nei panni di Zorro) una possibile relazione amorosa con Anna Maria Verdugo, la figlia del nobile Gregorio Verdugo, allora sospettato ingiustamente di vari crimini. In un episodio il padre Alejandro, da sempre a conoscenza del segreto del figlio, gli impedisce di rivelare pubblicamente la sua identità segreta in cambio di un'amnistia concessa dal governatore.
Don Diego è stato interpretato da Guy Williams. Voce italiana: Giuseppe Rinaldi (La sfida di Zorro, La rivincita di Zorro), Cesare Barbetti (doppiaggio originale), Antonio Sanna (ridoppiaggio).

### Bernardo
Bernardo è il fedele servitore, confidente e co-cospiratore muto di Diego, l'unica persona in un primo momento a conoscere il segreto del protagonista. Incapace di parlare, Bernardo usa il linguaggio dei segni o le sciarade per comunicare. Si finge sordo oltre che muto, per ascoltare meglio i discorsi dei suoi nemici, senza che questi abbiano a sospettare, in modo da poter comunicare informazioni preziose al suo padrone. Fa anche il buffone, adottando comportamenti un po' clowneschi per sembrare innocuo.
Sebbene a volte Bernardo viene ritratto come un po' sciocco anche quando non è richiesta alcuna finzione, è disponibile, intelligente, leale e discreto a combattere, il che lo rende anche un discepolo capace e prezioso per Zorro e Diego, indossando lui stesso il costume occasionalmente quando se ne presenta la necessità, come quando salva il suo padrone dalle accuse di Monastario, prendendo di propria iniziativa l'astuta decisione di travestirsi da Zorro e irrompere alla locanda, in presenza del viceré, che scagiona Don Diego e fa arrestare Monastario. Don Diego è molto affezionato al servo e lo difende in ogni modo.
Il personaggio era apparso nelle storie originali sia sordo che muto; dargli ascolto in questa iterazione ha contribuito a rendere Bernardo più parte integrante della serie come agente segreto o spia per Zorro. Ha anche contribuito a far avanzare la trama dando a Diego un partner con cui poteva confidare sentimenti, piani e azioni previste, comunicando allo stesso tempo queste cose agli spettatori. Questo personaggio era originariamente un nativo americano, ma in questa rappresentazione è uno spagnolo purosangue.
Bernardo è stato interpretato da Gene Sheldon.

### Demetrio López García
Il sergente Demetrio López García è un soldato obeso, superstizioso, ambizioso, goffo, coraggioso, leale, gentile e nel complesso simpatico a cui piace mangiare e bere vino alla taverna, e per questo motivo ha molti debiti con il suo proprietario. Con i suoi modi amichevoli, dice spesso "Per favore?" mentre impartisce un ordine sgradevole a un civile. Può solo eseguire gli ordini del suoi superiori, poiché se disobbedisce corre il rischio di essere fucilato, sebbene non gli piacciano le ingiustizie spesso commesse. Ha sede nel piccolo cuartel di Los Angeles, la fortezza che ospita solo una compagnia di venticinque uomini, divisa in quattro plotoni sotto il suo diretto comando, ragion per cui egli è il vice comandante del cuartel e attendente dei vari comandanti; infine diverrà comandante lui stesso. Fu soldato semplice per molto tempo e il motivo per cui fu promosso sergente fu perché, in un'occasione, sorprese il suo allora comandante baciare la moglie di un magistrato. Dopo aver riferito l'accaduto al magistrato, fu promosso sergente come ricompensa per averlo raccontato.
Sottufficiale quarantenne alquanto impulsivo, ingenuo, sbadato, ignorante e spaccone, all'occorrenza si rivela un valoroso ed esperto soldato, avendo prestato servizio a campagne militari in Spagna, Messico e California. Nonostante non sia un grande spadaccino, compensa con la forza bruta e la rapidità di pensiero ogni volta che è costretto a combattere. È molto più efficace nel combattimento a mani nude, riuscendo a sopraffare e uccidere uno scagnozzo dell'Aquila armato di falce, e a neutralizzare e uccidere il bandito e rapitore Pablo. Essendo un fedele e incorruttibile servitore del Re Ferdinando VII in servizio da vent'anni, non si lascia mai corrompere dai nemici della corona.
Amico di vecchia data di Don Diego e inizialmente nemico di Zorro, a causa degli ordini del dispotico capitano Monastario, tuttavia, soprattutto in seguito alla sua promozione a comandante provvisorio, sviluppa un notevole rispetto per Zorro e più avanti nella serie è apertamente felice quando Zorro sfugge alla cattura di nemici più pericolosi di lui, sebbene García si allontani raramente dal suo dovere giurato. Il sergente infatti sogna di catturare Zorro in persona per raccogliere il denaro della ricompensa, un sogno che Diego incoraggia di tanto in tanto, e spesso è soggetto al conflitto se catturare o no il fuorilegge. Ha anche un'eccellente voce mentre canta e si esibisce in una serie di canzoni, di solito con il boccale in mano.
Appare in tutti gli episodi, tranne il primo della seconda stagione. García sostituisce il sergente Gonzales di McCulley dalle storie originali.
Il sergente García è stato interpretato da Henry Calvin. Voce italiana: Carlo Romano (La sfida di Zorro, La rivincita di Zorro), Carlo Romano e Vinicio Sofia (doppiaggio originale), Giorgio Lopez (ridoppiaggio).

### Don Alejandro de la Vega
Don Alejandro de la Vega è il padre di don Diego, un nobile spagnolo nei pressi di Los Angeles e gestore di un bestiame (o ranchero) con un forte senso della moralità e del fair play. Si dice che il bestiame e le sue proprietà terriere siano le più ricche della California, il che contribuisce a rendere Don Alejandro un influente leader della comunità. Benché uomo anziano ed esperto, ha un carattere molto aggressivo ed è insoddisfatto del figlio, che egli reputa un pavido inetto interessato solo agli studi.
Don Alejandro è sì un uomo impulsivo, ma molto forte e al momento giusto sa bene come risolvere le situazioni più complicate. Non mancano tuttavia le situazioni in cui egli si caccia nei guai per orgoglio o avventatezza, come quando organizza un'insurrezione contro il capitano Monastario e viene ferito dallo spietato ufficiale, che lo perseguita, riuscendo infine ad arrestarlo e farlo processare insieme a Don Torres dall'avvocato Piña, che, minacciato da Zorro, dichiarerà gli imputati innocenti.
Don Alejandro rimprovera a Diego diverse stravaganze e strani comportamenti come il rifiuto di accogliere l'amica di famiglia Magdalena Montez, che don Alejandro vorrebbe far sposare al figlio, o le sue improvvise assenze verso la tarda sera. In realtà, ha sempre sospettato che suo figlio fosse Zorro, ma sapendo benissimo che Diego lo fa perché se agisse apertamente, come vorrebbe lui, metterebbe in pericolo la vita di suo padre, pensa che il momento di dirglielo non sia ancora giunto e aspetta, dando molto raramente ad intenderlo. Di conseguenza, quando nemici come Monastario o Quintana e Fuentes sospettano della vera identità di Zorro, non interviene a favore del figlio imprigionato proprio per non rischiare di far inavvertitamente saltare la copertura, ben sapendo infatti che Diego sarebbe riuscito a scagionarsi da solo, la prima volta solo grazie a Bernardo mentre la seconda con un piccolo aiuto da Tornado. Peggio ancora, quando il magistrado Galindo lo convince con l'inganno ad assumere la presidenza di un comitato di vigilanza per ripristinare l'ordine, Zorro deve a malincuore combattere contro suo padre, ma riesce a batterlo senza fargli alcun male. Si vede però costretto a farsi scoprire in occasione dell'amnistia concessa a Zorro dal governatore su suggerimento dell'amico Ricardo, per fare in modo che la sua identità segreta non venga meno, e che egli possa continuare a mantenere la pace e la giustizia sulla California.
Don Alejandro è stato interpretato da George J. Lewis. Voce italiana: Giorgio Capecchi (La sfida di Zorro, La rivincita di Zorro) Nino Pavese, Bruno Persa e Gino Baghetti, Mario Mastria (doppiaggio originale), Sergio Graziani (ridoppiaggio).

### Reyes
Il caporale Reyes è il principale collaboratore e braccio destro del sergente García, nonché il secondo sottufficiale più presente nella serie. Viene introdotto durante la trama del cattivo di turno Don Carlos Galindo, divenendo il compagno di García dopo l'arresto del capitano Monastario.
Nonostante sia un omino pigro, pavido, irriverente, schietto e lento di comprendonio, rivela comunque in rari casi razionalità e lealtà completamente inaspettate, e non è ostile verso gli altri. A volte viene ironicamente sminuito da García nello stesso modo in cui Monastario sminuiva García, ma non in modo così eccessivamente offensivo. Reyes funge da contraltare di Garcìa: è spesso insofferente alla sua autorità, e al momento giusto ne critica persino gli errori, lusso permesso praticamente solo a lui. Sebbene non più intelligente di Garcìa, è comunque più abile di lui nel combattere Zorro.
Il caporale Reyes è stato interpretato da Don Diamond. Voce italiana: Aleardo Ward (1 voce), Vittorio Cramer (2 voce), Renato Cortesi (3 voce), Manlio De Angelis (4 voce), Ferruccio Amendola (5 voce) (doppiaggio originale), Roberto Del Giudice (ridoppiaggio).

## Personaggi secondari

### Enrique Sanchez Monastario
Il capitano Monastario, a volte chiamato Monastario, è il primo nemico continuativo di Zorro nella serie, essendo comparso regolarmente nei primi 13 episodi della prima stagione. Per questo funge da principale antagonista nel primo arco narrativo della serie.
È il giovane comandante spagnolo del piccolo presidio di Los Angeles. Tiranno interessato al proprio potere, si fa aiutare dal corrotto avvocato Licenciado Piña per mascherare i suoi crimini in azioni legali. Affinché il governatore non venga a conoscenza della situazione, le guardie di Monastario intercettano la posta a Monterey. Monastario è un soldato crudele, brutale, ambizioso e disonesto, ma anche astuto, carismatico ed elegante, che approfitta della sua posizione usando sia il suo fascino che le minacce, reprimendo ferocemente chi si oppone. Attacca spesso anche il sergente Garcìa. Inoltre, grazie alle sue capacità di scherma, è noto al pubblico per aver ripetutamente duellato contro Zorro più di ogni altro cattivo nella serie.
Monastario è comandante da più di un anno e vuole essere l'uomo più ricco della California. Insieme a Zorro, vuole far uccidere Ignacio Torres e Alejandro de la Vega, accusandoli di alto tradimento. Cercando in tutti i modi di catturare Zorro, tenterà persino di screditarlo agli occhi di tutti, facendosi aiutare da Carlos Martinez (travestito da Zorro) per compiere alcune malefatte, in modo che il cavaliere mascherato sembri un criminale. Finisce per rendersi conto che Don Diego è Zorro e lo arresta in occasione della visita del viceré, il padre di un amico d'università del giovane nobile, convinto che Don Diego non possa essere un bandito. Monastario tenterà di dimostrarlo, ma Diego sarà scagionato dall'intervento di un altro Zorro, che in realtà è il servo Bernardo mascherato. In seguito a ciò Monastario viene fatto arrestare dal viceré per i suoi crimini, evitando così di essere vittima dell'Aquila, che inizierà la sua ascesa già da tempo pianificata.
Monastario sostituisce il capitano Juan Ramon di McCulley dalle storie originali.
Il capitano Monastario è stato interpretato da Britt Lomond. Voce italiana: Nando Gazzolo (doppiaggio La sfida di Zorro), Arturo Dominici (doppiaggio originale), Nino Prester (ridoppiaggio).

### Padre Felipe
Padre Felipe è l'anziano capo spirituale della Missione di San Gabriel, nei pressi di Los Angeles. Onesto uomo di chiesa, solitamente immerso nelle sue funzioni, e amico di Don Ignacio Torres, cade vittima degli spietati progetti del capitano Monastario, ma viene salvato da Zorro.
Padre Felipe è stato interpretato da Romney Brent. Voce italiana: Manlio Busoni (La sfida di Zorro) Bruno Persa (doppiaggio originale), Dante Biagioni (ridoppiaggio).

### Licenciado Piña
Il fido avvocato di Città del Messico e consigliere del perfido capitano Monastario, di cui copre le attività criminali e i molti affari sporchi, nonché nuovo magistrado di Los Angeles. Piña è un uomo malvagio, disonesto, sospettoso e cauto. Non è spietato come il comandante, ma obbedisce ai suoi ordini. Egli nutre un'incomprensibile ammirazione nei confronti di Monastario, che tuttavia lo considera un uomo debole non sopportando le sue lamentele e i suoi saggi consigli. Verrà fatto arrestare dal viceré insieme al capitano Monastario, evitando così di essere vittima dell'Aquila, che inizierà la sua ascesa già da tempo pianificata.
Licenciado, cioè "laureato", o meglio "dottore", è naturalmente un titolo, ma nel doppiaggio italiano esso è scorrettamente usato come il suo nome di battesimo.
È stato interpretato da Than Wyenn. Voce italiana: Ferruccio Amendola (doppiaggio originale), Vittorio Stagni (ridoppiaggio).

### Benito Avila
Benito Avila è un fido servo dei De La Vega, loro capovaquero e responsabile di tutto il bestiame del ranch. Perdutamente innamorato di Elena Torres, viene accusato dal capitano Monastario di essere Zorro, ma, grazie a Don Diego e al vero Zorro, Monastario si ricrederà nei suoi confronti e lo scagionerà da ogni accusa infondata.
Benito è stato interpretato da Pat Hogan.Voce italiana: Manlio De Angelis (doppiaggio originale), Stefano Mondini (ridoppiaggio).

### Don Ignacio "Nacho" Torres
Nacho Torres è un anziano nobile, amico e vicino di ranch di Don Alejandro, che viene ingiustamente accusato dal capitano Monastario di tradimento e imprigionato. Viene salvato da Zorro e fatto scappare prima nelle campagne e poi nella missione di padre Felipe. Consegnatosi al comandante dopo che questi aveva minacciato di far del male alla moglie e alla figlia Elena, viene sottoposto assieme a don Alejandro ad un processo in cui viene fatto intervenire dal governatore il giudice Vasca, noto per la sua onestà. Vasca tuttavia viene drogato con un sedativo e il processo viene diretto dal Licenciado Pina, fido avvocato di Monastario, che tuttavia viene costretto da Zorro a proclamare Torres e don Alejandro innocenti.
Don Nacho è stato interpretato da Jan Arvan. Voce italiana: Dario Penne (ridoppiaggio).

### Donna Luisa Torres
Donna Luisa Torres è la moglie di Don Ignacio, e madre di Elena. Donna anziana, ma sempre energica e molto saggia, coraggiosa e sempre pronta a difendere sia il marito, che la figlia Elena, con cui verrà imprigionata da Monastario, che alla fine la libererà.
Luisa Torres è stata interpretata da Madeleine Holmes. Voce italiana: Miranda Bonansea (ridoppiaggio).

### Elena Torres
Elena Torres è la bella e affabile figlia del ricco Don Torres, del cui ranch il capitano Monastario aspira a divenire il proprietario nel modo più subdolo: chiedendo la mano della señorita, che ovviamente rifiuterà di sposare un uomo del genere, motivo per il quale essa verrà imprigionata con la madre. Alla fine viene scagionata da Monastario, che però ne imprigiona il padre.
Elena Torres è stata interpretata da Eugenia Paul. Voce italiana: Micaela Esdra (ridoppiaggio).

### Espinoza
Sottoufficiale sergente del presidio di Monterey, a cui il governatore assegna il compito di scortare, con una pattuglia, Don Ignacio Torres, quando questi viene ingiustamente perseguitato da Monastario, con l'accusa di tradimento. Uomo onesto e ligio al dovere si imbatte nel comandante Monastario mentre l'ufficiale sta inseguendo Zorro giunto in tempo per salvare Don Alejandro, ferito da Monastario. Espinoza si rifiuta espressamente di consegnare Torres e Don Alejandro al comandante affermando di avere ordini precisi impartitogli dal governatore in persona. Questo manda su tutte le furie Monastario, che irritato dall'atteggiamento del soldato, si lancia invano, con i suoi soldati, all'inseguimento di Zorro.
Voce italiana: Massimo Pizzirani (ridoppiaggio).

### Vasca
Il giudice di Monterey, giurisdizione che comprende anche la cittadina di Los Angeles, inviato personalmente dal governatore, per presiedere al processo contro Don Ignacio Torres e Don Alejandro, accusati di tradimento. Uomo basso e corpulento, e giudice famosissimo per la sua onestà, non riesce a giungere a Los Angeles in tempo, per presiedere al processo, perché drogato dal sergente Garcia, in seguito a una cena-gara, terminata con la sconfitta di Garcia.
Il giudice Vasca è stato interpretato da Sebastian Cabot. Voce italiana: Alessandro Rossi (ridoppiaggio).

### Carlos Martinez
Carlos Martinez è uno straniero esuberante, audace e impetuoso, oltre che abilissimo con la spada, che giunge in città dopo il processo Torres e viene arrestato dal capitano Monastario per aver ucciso il ranchero Juan Romero, che gli concede la libertà a patto che egli lo aiuti a screditare Zorro agli occhi del popolo in modo da poterlo catturare; egli infatti travestitosi da Zorro rapinerà gli ospiti di una festa organizzata da Monastario, ma verrà sconfitto e smascherato dal vero Zorro. Tuttavia, quando il comandante ordinerà a Martinez di rubare la corona della Madonna della missione vicina, Don Diego farà comparire in giro delle pietre preziose facendo credere al licenciado Pina che siano pietre preziose rubate alla missione esso rivelerà al comandante i suoi sospetti nei confronti di Martinez, e Monastario recatosi dal suo sicario lo affronterà in duello, ma ferito ad una mano lo lascerà scappare. Tuttavia arrivato sul posto Don Diego egli sconfiggerà Martinez alla fuga, durante la quale Monastario gli sparerà colpendolo a morte, per evitare una possibile scomoda confessione del criminale.
Carlos Martinez è stato interpretato da Tony Russo. Gianfranco Bellini (La sfida di Zorro). Voce italiana: Luciano De Ambrosis (doppiaggio originale), Francesco Pannofino (ridoppiaggio).

### Don Esteban
Don Esteban, ispirato a Juan Josè Ruiz De Apodaca, è il viceré del reame della Nuova Spagna. Molto onesto e rispettato, non lascia mai impunito nessuno che abbia fatto del male agli amici suoi o dei suoi figli. Giunge a Los Angeles da Città del Messico, in compagnia della figlia Costancia, dopo la morte del bandito Martinez, con lo scopo d'ispezionare il cuartel della cittadina. Scoperte le accuse del capitano Monastario nei confronti di Don Diego, che conosce molto bene, in quanto compagno di università di suo figlio, non crede alle accuse dell'ufficiale nonostante la testimonianza del Licenciado Pina. Tra l'altro aveva le prove che gli servivano contro Monastario già prima di arrivare, quindi aveva fatto finta di niente solo per vedere come si comportava. Quando poi giunge sulla scena un misterioso Zorro, il viceré fa arrestare il capitano Monastario per aver accusato ingiustamente di tradimento un nobile e il Licenciado Pina per falsa testimonianza, e nomina il sergente Garcia nuovo comandante provvisorio del pueblo di Los Angeles finché il governatore non manderà un nuovo comandante.
Il viceré è stato interpretato da John Dehner. Voce italiana: Emilio Cigoli (La sfida di Zorro), Gualtiero De Angelis (doppiaggio originale), Sandro Iovino (ridoppiaggio).

### Costancia
La bella figlia del viceré, giunta in città con il padre. Turbata dal leggero corteggiamento di Monastario, considera l'ufficiale "un pomposo somaro", immagine riconfermata dalle accuse nei confronti dell'amico Don Diego De La Vega, compagno di corso del fratello all'università in Spagna, che però viene salvato dall'intervento del viceré e di Zorro.
Costancia è stata interpretata da Lisa Gaye. Voce italiana: Fiorella Betti (doppiaggio originale), Cristina Boraschi (ridoppiaggio).

### L'Aquila
Don Josè Sebastian Varga, alias L'Aquila, è il vero antagonista principale e finale della prima stagione. Viene citato durante la saga di Don Carlos Galindo, comunicando ai suoi uomini da Monterey con una penna d'aquila che viene ritagliata, segnando così un codice interno che indica quale missione ognuno deve intraprendere. Ha fatto una prima apparizione nell'episodio 27, tornando come presenza fissa negli ultimi episodi.
È il nuovo administrado della California meridionale e il capo di un'organizzazione criminale che aspira a dominare la California, apparentemente a scopo indipendentistico, ma in realtà per appropriarsi delle risorse della ricca colonia spagnola e cederle a potenze straniere in cambio di denaro e concessioni. Il suo piano rivoluzionario procede bene, in quanto tiene sotto il suo controllo molte personalità importanti come ufficiali e soldati dell'esercito e magistrati. Inoltre è costantemente in contatto con ambasciatori di potenze straniere che ne favoriscono la presa di potere, in particolare Inghilterra e Russia. La sua specialità consiste nel corrompere i notabili e funzionari spagnoli che sembrano i migliori, così da servirsi a proprio piacimento fingendo di essere i più fedeli e impegnati servitori del Re in tutta la California spagnola, impossibile da convincere che stanno sbagliando o esagerando se si tratta di questi affari, soltanto per avere campo libero nella conquista del potere rivoluzionario, e questa astuta farsa è il più grande oltraggio per tutti gli onesti difensori della corona spagnola. Infatti, quando un uomo importante si reca a visitare i nobili De La Vega, Don Diego scopre che egli è Don Varga, nominato dal governatore dopo la morte di Galindo, che si insedia nella sua tenuta e pretende che diventi una sua proprietà. Varga è un uomo meschino, bramoso, ambizioso e molto omicida, con tendenze machiavelliche, e ha un carattere estremamente orgoglioso e arrogante, rifiutandosi di ascoltare i consigli che gli vengono dati dai suoi alleati. Tuttavia, ha paura di ritrovarsi solo in un posto, una fobia che Zorro saprà sfruttare a suo vantaggio. Approfitterà della temporanea assenza del sergente Garcia per attuare un colpo di stato, che fallirà grazie ai nobili di Don Alejandro avvertiti da Don Diego, ai soldati di Garcia e a Zorro. Dopo essere stato sconfitto in duello da Zorro, tenta di fuggire sul tetto della caserma, ma viene ucciso proprio dal suo fido segretario Juan Greco, che gli spara accusandolo di non avergli permesso di portarlo in salvo nel cuartel. Per ironia della sorte, il suo cadavere finisce proprio sulla bandiera che rappresenta il suo animale, tolta in precedenza da Zorro.
Varga è stato interpretato da Charles Korvin. Voce italiana: Giulio Panicali (La rivincita di Zorro), Enzo Tarascio (doppiaggio originale), Luciano De Ambrosis (ridoppiaggio).

### Oste di Los Angeles
L'anziano oste della locanda e simpatico direttore del locale, sempre adirato con il sergente Garcia che gli deve circa 400 pesos arretrate per le sue bevute. Uomo onesto, ma irascibile e spavaldo. Vengono assegnati nomi diversi al locandiere nel corso della serie, come Tio Gonzales nella sua prima apparizione (episodio 10) o Pacheco (nell'ultima stagione).
L'oste è stato interpretato da Nestor Paiva. Voce italiana: Nino Bonanni (doppiaggio originale), Sandro Iovino (ridoppiaggio, prima voce), Silvio Anselmo (ridoppiaggio, seconda voce).

### Maria Crespo
Maria Crespo è la bella locandiera della taverna di Los Angeles, di cui Garcia e i suoi uomini sono accaniti frequentatori. Maria è una donna molto giovane e ingenua, che si caccia spesso nei guai, fidandosi di spavaldi giovanotti, che la corteggiano. La locandiera inoltre ha un fratello, che viene salvato da Zorro, dopo essere stato imprigionato per non aver pagato le salatissime tasse imposte dall'esattore. Perdutamente innamorata di Zorro, da cui viene salvata dopo essere stata rapita da un'agente dell'Aquila, che ha ucciso il capitano Melindez, inviato a sostituire Monastario, finisce per fidanzarsi con il giovane Don Rodolfo Martinez, che la difende dal perfido Murietta mentre questi la importuna.
Maria Crespo è stata interpretata da Myrna Fahey. Voce italiana: Fiorella Betti (doppiaggio originale, prima voce), Serena Verdirosi (doppiaggio originale, seconda voce), Eleonora De Angelis (ridoppiaggio).

### Eusebio Crespo
Eusebio Crespo è il peon, fratello maggiore di Maria. È un giovane molto saggio e fiero che preferisce non chiedere prestiti a nessuno, neanche nel momento in cui ne ha assolutamente bisogno. Egli viene fatto arrestare dal vile esattore delle tasse e condannato per un anno ai lavori forzati nella miniera di Sonora, davanti alle opposizioni di sua sorella Maria, e di Don Diego, che si offre vanamente di pagare la cauzione per lui e gli altri peones. Alla fine verrà salvato con i suoi amici da Zorro.
Eusiebio Crespo è stato interpretato da Anthony George: Voce italiana: Vittorio De Angelis (ridoppiaggio).

### Don Rodolfo Martinez
Giovanotto appena diciottenne, coraggioso e impulsivo, che si invaghisce della locandiera Maria e passa tutti i giorni a fissarla. Interverrà a difenderla quando essa verrà importunata da Murieta, sfidando lo straniero a duello, ma il duello verrà fortunatamente impedito da Zorro. Alla fine il ragazzo si fidanzerà con Maria e Zorro decide di lasciargliela.
Don Rodolfo è stato interpretato da Steve Stevens. Voce italiana: Roberto Chevalier (doppiaggio originale), Fabrizio Manfredi (ridoppiaggio).

### Don Carlos Galindo
Don Carlos Galindo è il secondo cattivo continuativo di Zorro nella serie, che appare dall'episodio 14 all'episodio 26 della prima stagione.
Complice dell'Aquila, è il magistrado del Re del presidio di Los Angeles nominato personalmente dal viceré, il quale ha autonomizzato la giurisdizione del paese da quella di Monterey dopo l'arresto del capitano Monastario. Sembra un brav'uomo, ma si rende responsabile di numerose rapine e delitti. Astuto, malvagio, dileggiatore e manipolatore, è il leader locale di una cospirazione per conquistare la California per conto dell'Aquila, che afferma di non averlo mai visto. Ha una vera antipatia per il sergente Garcìa e, già alla sua seconda apparizione, lo accusò di proposito di aver aggredito e derubato un messaggero del Re (in realtà uno dei tanti uomini dell'Aquila) per farlo fucilare.
Finge di essere il più fedele e impegnato servitore del Re in tutta la California spagnola, impossibile da convincere che sta sbagliando o esagerando se si tratta di questi affari, soltanto per avere campo libero nella conquista del potere rivoluzionario. Esclusi Zorro e Bernardo (gli unici che conoscono la verità), fin dall'inizio del suo mandato tutti gli ignari abitanti di Los Angeles, fidandosi di lui, fanno il gioco di un rivoluzionario mascherato da devoto patriota, la cui astuta farsa è il più grande oltraggio per tutti gli onesti difensori della corona spagnola. Durante la riunione dei proprietari terrieri locali, tenta di scaricare le proprie colpe sul capitano Toledano per toglierlo di mezzo prima che possa scoprirlo, presentando la situazione della cittadina ai loro occhi come critica a causa del militare. Quando però la verità viene a galla grazie a Zorro, uccide per tradimento il soldato Figuaroa davanti a tutti e tenta la fuga, ma muore nella battaglia alla taverna, quando un falso cieco che voleva uccidere Don Alejandro finisce per ucciderlo con la spada del sergente Garcìa.
La scoperta del suo complotto rivoluzionario è stata un duro colpo per il governo spagnolo in California, neanche lontanamente paragonabile al semplice caso di Monastario, che deve quindi affrettarsi a rinforzare le sempre deboli difese militari prima che qualche altro notabile o funzionario di fiducia possa seguire il suo esempio ed avere questa volta successo, e per questo il governatore accetta immediatamente il piano di Don Alejandro di costituire in ogni presidio una milizia civile di nobili fedele al Re, che grazie a Don Diego quella di Los Angeles interverrà per sedare definitivamente l'insurrezione rivoluzionaria dell'Aquila, che ha infatti ricoperto la sua carica vacante per agire indisturbato.
Don Carlos Galindo è stato interpretato da Vinton Hayworth. Voce italiana: Arturo Dominici (doppiaggio originale), Michele Gammino (ridoppiaggio).

### Don Esteban Rojas
Don Esteban Rojas è il figlio di Don Mingo Rojas, un nobile di Los Angeles, e aveva da un anno lasciato la città per via delle angherie del comandante Monastario, che non gli permettevano di fare i suoi comodi. Durante la sua assenza, a Monterey è entrato a far parte dell'Aquila per arricchirsi e, all'arrivo del capitano Melindez, il magistrado Galindo lo richiama a Los Angeles per assassinare il nuovo comandante in modo da fare inserire un suo uomo di fiducia come comandante del cuartel della città. Tuttavia, dopo avergli sparato dalla finestra della locanda durante il suo discorso in città, viene visto con un fucile in mano dalla locandiera della taverna Maria Crespo prima di metterlo nelle mani dell'anziano Josofat, così fa credere a questa di essere Zorro e di aver compiuto l'assassinio per un nobile scopo. Rimproverato aspramente dal magistrado per aver lasciato libera una testimone, rapisce Maria, che però viene tempestivamente salvata da Zorro. Viene poi ucciso altrettanto misteriosamente per impedirgli di rivelare i loro segreti.
Don Esteban Rojas è stato interpretato da Robin Hughes. Voce italiana: Renato Turi (doppiaggio originale), Stefano Mondini (ridoppiaggio).

### Gomez
Gomez è il fido scagnozzo del magistrado e lo assiste nelle sue malefatte. Uomo malvagio, disgustoso, vile e pavido, non si fa scrupoli dei peones quando questi vengono accusati di non aver pagato le tasse dall'esattore e condannati ai lavori forzati e venduti al mercante Vasquez dal magistrado. Quando però Zorro libera i peones e lo incatena, Vasquez decide di utilizzarlo come schiavo nella miniera di Sonora per dieci anni, così da non perdere il proprio investimento.
Gomez è stato interpretato da Jack Elam. Voce italiana:Corrado Gaipa (doppiaggio originale) Francesco Pannofino (ridoppiaggio).

### Don José Morales
Don José Morales è il vero esattore delle tasse del Re di Los Angeles, che viene dirottato da Gomez e da un impostore che lavora per l'Aquila.
José Morales è stato interpretato da Robert Warwick. Voce italiana: Bruno Scipioni (ridoppiaggio).

### Melendez
Il capitano dei lancieri, che giunge in città su mandato del governatore dopo l'arresto del capitano Monastario, per assumere la carica di nuovo comandante del pueblo di Los Angeles. Uomo giovane, buono e noto per la sua onestà, fa pensare a Don Diego che non ci sia più bisogno di Zorro.
Tuttavia, proprio mentre intraprende un discorso per ringraziare gli abitanti di Los Angeles del caloroso benvenuto, il comandante viene misteriosamente ucciso da Esteban Rojas per ordine del magistrado.
Il capitano Melendez è stato interpretato da Peter Damon. Voce italiana: Manlio Busoni (doppiaggio originale), Saverio Indrio (ridoppiaggio).

### Josofat
Josofat è un mendicante nativo. Uomo anziano e poco lucido, riceve il fucile di Esteban Rojas dopo che questi ha ucciso il capitano Melindez, e pertanto viene fatto passare a tutti come il vero colpevole.
Alla fine la sua innocenza viene provata da Zorro e l'anziano nativo viene scagionato.
Josofat è stato interpretato da Charles Stevens. Voce Italiana: Nino Marchetti (doppiaggio originale)

### Don Francisco Montez
Don Francisco Montez è un anziano e ricco nobile di Città Del Messico, amico di Don Alejandro, che giunto a Los Angeles con la bella figlia Magdalena, fa intravedere all'anziano De La Vega, la possibilità di un fidanzamento tra il figlio Diego e Magdalena.
Don Diego, che in un primo momento non ne vuole sapere, poi non disdegna la possibilità del fidanzamento. Scoperta però infine la collusione di Magdalena nel complotto dell'Aquila, Zorro dovrà intervenire a salvare sia Don Francisco, che Magdalena, presi erroneamente di mira dal sicario del magistrado, Castro.
Don Francisco Montez è stato interpretato da Edward Colmans. Voce italiana: Gianfranco Bellini (doppiaggio originale), Mario Bombardieri (ridoppiaggio).

### Magdalena Montez
Magdalena Montez è la bella figlia di Don Francisco Montez, che giunta a Los Angeles con il padre, da Città Del Messico, vede l'opportunità di un fidanzamento con Don Diego, suo amico d'infanzia, con il benestare di Don Alejandro. Diego però si ricrederà sul suo conto quando scoprirà che anche lei fa parte dell'organizzazione dell'Aquila. Rimasta vittima di un attentato per errore, viene comunque salvata, insieme al padre, in tempo da Zorro. Alla fine si pente di essersi collusa con l'Aquila e ritornerà in patria.
Magdalena Montez è stata interpretata da Julia Van Zandt. Voce italiana: Flaminia Jandolo (doppiaggio originale), Isabella Pasanisi (ridoppiaggio).

### Castro
Castro è un sicario assoldato dal magistrado. In seguito ad una manipolazione della penna d'Aquila da parte di Don Diego, riceve come ordine dal magistrado di uccidere Magdalena Montez. Assalendo la carrozza di Don Francisco, viene fermato da Zorro e ucciso da Magdalena.
Castro è stato interpretato da Henry Wills. Voce italiana: Luciano De Ambrosis (doppiaggio originale), Marco Mete (ridoppiaggio).

### Barca
Barca è un nobile di Los Angeles. Alleato del magistrado Galindo per questioni politiche ed economiche, non fa però parte dell'Aquila. Per averlo dalla sua parte, il magistrado gli ha restituito il denaro delle tasse con cui il falso esattore lo aveva penalizzato illegalmente, e ordina a Carlos Urista di lasciarlo vincere al gioco d'azzardo. Di conseguenza, Galindo si serve di questo patriota per convincere i proprietari terrieri della zona a formare un comitato di vigilanza per ripristinare l'ordine, dopo avere scatenato una rivolta del popolo e incolpato Zorro. Don Diego non condivide il suo modo di agire troppo avventato, ma viene convinto dal padre a non intromettersi in questa faccenda. Barca si batte in duello con Zorro, ma viene sconfitto. In seguito, accusa Don Ramon Santil di stare rovinando tutti loro con la sua follia nel gioco d'azzardo, che viene però difeso da Don Diego. Voce italiana: Gianfranco Bellini (ridoppiaggio).

### Clara
Clara è una locandiera della taverna di Los Angeles. Voce italiana: Emanuela Baroni (ridoppiaggio).

### Don Ramon Santil
Don Ramon Santil è un amico di Don Diego conosciuto all'università in Spagna, che alla morte del padre Don Luis eredita il ranch paterno. Giovane impulsivo, inesperto e dedito al gioco d'azzardo, che in una partita a carte con Carlos Urista perde tutti i suoi poderi, senza che nessuno convinca l'avversario a restituirgli il maltolto. Alla fine verrà risarcito da Zorro, che lo inviterà ad una partita finale con Urista, nella quale sarà lo straniero a perdere tutto.
Don Ramon Santil è stato interpretato da Miguel Landa. Voce italiana: Massimo De Ambrosis (ridoppiaggio).

### Carlos Urista
Carlos Urista è un agente dell'Aquila giunto a Los Angeles per aiutare il magistrado Galindo a raccogliere fondi. Uomo d'affari di Monterey, si dimostra un asso del gioco d'azzardo, battendo infatti ripetutamente a poker Don Ramon Santil, togliendogli denaro e l'appena ereditato ranch paterno. Viene infine obbligato da Zorro a giocare un'ultima partita contro Ramon, nella quale deve perdere per aver salva la vita. Perso il ranch Santil, viene costretto da Zorro a lasciare la città e, avendo imparato la lezione, lascia anche l'Aquila.
Urista è stato interpretato da Jim Bannon. Voce italiana: Francesco Pannofino (ridoppiaggio).

### Rosarita Cortez
Rosarita Cortez è un'amica d'infanzia di Don Diego, che fa ritorno a Los Angeles, dopo dieci anni. Giunta in città da suo zio, trova Don Diego irrimediabilmente cambiato, per le sue abitudini oziose e la sua "apparente" rassegnazione alle ingiustizie. Don Diego si giustifica che da bambini si fanno molte cose sciocche, e soprattutto che i soldati non hanno alcuna colpa visto che devono soltanto eseguire gli ordini del loro comandante, ma lei, pur concordando almeno sul secondo punto, non vuole sentire nessuna ragione, poiché era il suo mito e questo cambiamento era l'unica cosa che non aveva mai creduto possibile. Avendo viaggiato in compagnia di Don Fernandez, conosce la vera identità del falso capitano Ortega, che tenterà di uccidere la senorita, che verrà tempestivamente salvata da Zorro. Alla fine ritorna in patria, incitando Diego a prendere esempio da Zorro.
Rosarita Cortez è stata interpretata da Sandy Livingstone. Voce italiana: Cristina Boraschi (ridoppiaggio).

### Don Juan Ortega/Sancho Fernandez
Agente segreto dell'Aquila, che dopo aver ucciso il vero capitano Ortega, ufficiale famoso per la sua onestà, inviato come nuovo comandante del cuartel, ma non ancora giunto in città, ne prende il posto e diviene nuovo ufficiale della guarnigione di Los Angeles. Uomo dalla doppia personalità come Zorro, ma a differenza dell'eroe è un uomo estremamente nervoso, irascibile e malvagio quanto efficace nei compiti che gli vengono assegnati. Dopo varie malefatte, come il tentato omicidio della senorita Rosarita Cortez, che ne conosceva la vera identità, si scontrerà con Zorro sul tetto della caserma, avendo inoltre derubato il magistrado Galindo dei suoi soldi, ma dopo aver strappato la maschera all'eroe, morirà cadendo dal tetto della casa del magistrado.
Il capitano Ortega è stato interpretato da Anthony Caruso. Voce italiana: Alessandro Rossi (ridoppiaggio).

### León
Soldato di scorta ed attendente del falso capitano Ortega, non fa però parte dell'Aquila. Arrivato in città, si fa beffe dei soldati del cuartel e in particolar modo del sergente Garcia, che scopre soffrire il mal di mare in modo esagerato e ne sfrutta il punto debole per tramortirlo e rinchiuderlo in un ripostiglio nei pressi della locanda, corrompendo l'oste Marcos e impedendo così involontariamente al sergente di aiutarlo a soccorrere il capitano Ortega da Zorro, intervenuto per liberare un condannato ai lavori forzati. Nel seguente duello contro Zorro, verrà accidentalmente ucciso dal collega Roberto, il quale tenterà di colpire Zorro con un coltello.
León è stato interpretato da Henry Corden. Voce italiana: Enrico Pallini (ridoppiaggio).

### Roberto
Roberto è il secondo soldato, assieme a Leòn, che scorta il falso capitano Ortega in città e non fa parte dell'Aquila. Uomo molto astuto e ostile alla gente di Los Angeles, è invece l'orgoglio e il lanciere perfetto secondo il falso capitano, che ne fa il suo attendente a tutti gli effetti, mettendo in disparte il sergente Garcia e il caporale Reyes. Roberto viene poi calpestato da Tornado mentre lo frustava nel recinto in fiamme; non è certo se sia sopravvissuto o no.
Nell'episodio 21, un peón chiama Roberto "il soldato Sanchez", ma è un arbitrio della traduzione italiana. Nella versione originale, il cognome di Roberto non viene mai detto.
Roberto è stato interpretato da George Keymas. Voce italiana: Claudio Fattoretto (ridoppiaggio).

### Figueroa
Un soldato del cuartel che assiste Galindo e si fa coinvolgere nei suoi crimini. Furbo e disonesto, ma estremamente pavido. Viene obbligato a confessare la verità sul malgoverno di Galindo da Zorro e la sua confessione causa la battaglia dei proprietari terrieri e di Toledano contro gli uomini di Galindo. In seguito alla sua imbarazzante confessione, viene ucciso dal magistrado. Zorro ha saputo proprio da lui dell'esistenza dell'Aquila.
Figueroa è stato interpretato da Armand Alzamora. Voce italiana: Bruno Scipioni (ridoppiaggio).

### Fortuna
Un proprietario terriero fatto arrestare ingiustamente dal capitano Ortega. Il sergente Garcia, incaricato dall'arresto, ingenuamente lo lascerà alla locanda per farlo pranzare, con la raccomandazione di non lasciare l'edificio, che l'uomo abbandonerà senza molti rimorsi.

### Arturo Toledano
Arturo Toledano è il capitano che giunge nella cittadina da Madrid con la bella, ma misteriosa moglie, e prende il posto del sergente Garcia come comandante di Los Angeles dopo la morte del falso capitano Ortega. Inizialmente sembra malvagio, ma in realtà attraversa un duro periodo, in quanto molto geloso a causa dei vizi della moglie, che sembra attirarsi sempre nuovi spasimanti. Essendo comunque come il sergente Garcia un onesto, fedele e incorruttibile servitore del Re, dunque un vero patriota con una devozione cieca per il dovere, il magistrado Galindo non riesce in nessun modo a portarlo dalla sua parte, avendo infatti bisogno di un esercito per concludere con successo la rivoluzione dell'Aquila troppe volte rimandata a causa della mancanza di finanziamenti, e deve quindi liberarsi di lui, ma tutti i suoi piani diabolici vengono sempre tempestivamente sventati da Zorro. Benvoluto da tutti i suoi lancieri, inizialmente è nemico di Zorro, perché gli viene presentato come un bandito dal magistrado, anche se conquista la sua stima riuscendo a fuggire dal cuartel, ma in seguito alle rivelazioni dell'eroe sul soldato Figueroa, si ricrede nei confronti del misterioso benefattore e capisce che tutti i crimini della città dipendono dalla corruzione e dalla collusione del magistrado Galindo, che tenta di scaricare le proprie colpe su di lui per toglierlo di mezzo prima che possa scoprirlo, venendo invano difeso solo dal sergente Garcia e da Don Alejandro. Durante la riunione dei proprietari terrieri locali, dopo la confessione del soldato Figueroa, che viene ucciso da Galindo di fronte a tutti, si avventa sugli uomini del suo vero peggior nemico mascherato, che uccide insieme a Zorro in un furioso combattimento all'ultimo sangue, uscendo vivo per miracolo dalla trappola mortale. Tuttavia, aver scoperto che il devoto magistrado del Re di Los Angeles, l'unico uomo di cui si fidava ciecamente per combattere insieme come una vera squadra imbattibile i molti nemici della corona, era in realtà solo uno sporco traditore, o meglio un volgare imbroglione, che voleva ucciderlo con ogni mezzo pur di conquistare il potere rivoluzionario, è stato il più grande oltraggio che abbia mai subito in tutta la sua vita, neanche lontanamente paragonabile al semplice caso del soldato Figueroa, tanto da farlo soltanto diventare diffidente e timoroso del prossimo. Viene a sapere dell'esistenza dell'Aquila dagli uomini del magistrado catturati vivi, ma ovviamente neanche loro conoscono la sua vera identità. Poco tempo dopo, viene infine misteriosamente allontanato da Los Angeles per ordine del governatore, che lo invia a San Diego per assumere il comando fino all'arrivo del nuovo comandante, obbligandolo a lasciare la città sotto il controllo del sergente Garcia, e la sicurezza di sua moglie nelle mani di Don Diego, che stupito dalla fiducia che il comandante ripone solo in lui, accetta di fare visita a Raquel ogni tanto, chiara ragione che il capitano ha capito la vera identità di Zorro, ma ha deciso da vero uomo d'onore di non catturarlo perché gli deve la vita e ha dimostrato soprattutto di essere in realtà un fedele servitore del Re mascherato da fuorilegge. Ma soprattutto, non volendo rivivere di nuovo la stessa orribile esperienza dell'astuta farsa di Galindo, un uomo eccellente che si era fatto corrompere dai loro peggiori nemici e per poco non lo aveva ucciso insieme a tanti nobili innocenti, prima di partire per San Diego lascia al sergente Garcia il comando col severo avvertimento di non lasciarsi deviare dalla strada del potere, cioè che come suo vice non tradisca mai i propri doveri verso il Re per unirsi ai rivoluzionari e fornirgli il supporto militare di cui hanno bisogno per avere successo. Sarà invece proprio sua moglie a riviverla per le false promesse dell'Aquila, che in realtà aveva sempre pianificato di uccidere sia lei che suo marito una volta ottenuto la polvere da sparo rubata. All'insaputa della moglie, anche il suo trasferimento a San Diego era stato in realtà pianificato dall'Aquila, che lo aveva proposto al governatore come comandante temporaneo del presidio soltanto per non averlo tra i piedi durante le loro operazioni a Los Angeles, poiché era diventato una minaccia per i piani di Galindo e di sicuro si sarebbe avvicinato troppo alla verità anche questa volta. Dopo essere stata salvata da Zorro, il sergente Garcia gli manda la moglie a San Diego per poi imbarcarsi a Boston e tornare definitivamente in Spagna.
Arturo Toledano è stato interpretato da Peter Adams. Voce italiana: Arturo Dominici (doppiaggio originale) Sergio Di Stefano (ridoppiaggio).

### Raquel Toledano
Raquel Toledano è la bella moglie del capitano Toledano. È una donna civetta, viziata e ambiziosa, perché si attira sempre altri spasimanti ed è collusa con dei criminali al servizio dell'Aquila, un misterioso personaggio a capo di una altrettanto sconosciuta organizzazione criminale, che ella reputa, per eccessivo idealismo, solo un rivoluzionario, che lotta per l'indipendenza, ma che in realtà vuole a sua insaputa assassinare anche suo marito e il sergente Garcia, per avere mano libera ed attuare un'insurrezione militare, che lo porti ad arricchirsi sfruttando le ricche terre della California.
Ragioni per le quali quando le giungerà una lettera del marito, con la quale il capitano le comunicherà di venire a San Diego da dove i due partiranno per Boston e da lì per la Spagna, Raquel si adirerà non potendo sperare più di concedere al marito un ruolo di potere con l'imminente rivoluzione. Scoperti alla fine i veri scopi dell'Aquila, Raquel capisce di aver rovinato tante cose e si ribella ai suoi sicari, ma viene trattenuta con la forza. Rivive così la stessa orribile esperienza del marito per l'astuta farsa di Galindo, ma anche tempestivamente salvata da Zorro. Avendo capito che si è pentita sinceramente del disastro che ha fatto con la sua ingenuità, ma soprattutto che ha rischiato la vita per salvarlo da un uomo di Quintana che stava per sparargli alle spalle, Zorro decide di lasciarla andare e, prima che confessi tutto, la consegna ai soldati del sergente Garcia come semplice vittima di un rapimento. Di conseguenza, dopo aver arrestato i veri colpevoli e recuperato la polvere da sparo rubata, il sergente chiude il caso e la manda dal marito a San Diego per poi tornare definitivamente in Spagna.
Raquel è stata interpretata da Suzanne Lloyd. Voce italiana: Miranda Bonansea (doppiaggio originale), Emanuela Rossi (ridoppiaggio).

### Lalo Peralta
Un giovane, abilissimo spadaccino di Los Angeles, che si invaghisce della bella moglie del capitano Toledano, Raquel, e che spesso contempla, attirandosi l'odio del capitano. Uomo donnaiolo, forte e impulsivo, è tuttavia molto ingenuo. Il magistrado, cosciente della grande abilità del giovane, architetta un piano per eliminare l'incorruttibile capitano Toledano. Peralta canterà una serenata alla moglie del capitano, questi istintivamente interverrà e lo sfiderà a duello, rimanendo ucciso. Peralta tuttavia verrà allontanato da Zorro. Giungerà dunque sulla scena il sergente Garcia, che ricevuto un falso biglietto del capitano Toledano, scritto da Zorro, con l'ordine di cantare una serenata a Raquel per il giorno del suo onomastico.
Durante la meravigliosa esibizione di Garcia, il magistrado capirà, che il suo piano è stato sabotato, e giunto il capitano Toledano, egli si dileguerà.
Antonio Peralta è stato interpretato da Anthony George. Voce italiana: Massimo De Ambrosis (ridoppiaggio).

### Salvador Quintana
Salvador Quintana è l'ennesimo agente-capo dell'Aquila che giunge in città con Fuentes, il suo secondo e migliore amico, dopo aver comprato la locanda che avrebbe utilizzato come copertura e deposito. Dopo la morte del magistrado, ha infatti ricevuto l'ordine dell'Aquila di sostituirlo e rubare la polvere da sparo del cuartel della città per rendere possibile l'insurrezione indipendentista californiana. Molto cauto e previdente, l'esatto opposto di Fuentes, valuta sempre con grandissimo giudizio la gravità di ogni situazione prima di agire ed è anche l'unico a dubitare molto apertamente della saggezza del loro capo per i guai a cui andrebbero in cerca nello scontro con Zorro, poiché ha già intralciato le diverse operazioni del loro compatriota Carlos Galindo, tanto da fare soltanto infuriare l'Aquila. Ottenuto lo scopo, pianifica l'assassinio del sergente Garcia, che riesce ad attirare fuori città ma non ad uccidere per l'intervento di Zorro. Cercando di uccidere l'eroe, colpisce il suo amico Fuentes. Traumatizzato dalla tragica esperienza, giurerà vendetta contro Zorro e, quando verrà a sapere della decisione della senora Toledano di lasciare la città, rapirà questa e tenterà di ucciderla, ma non ci riuscirà per il tempestivo intervento dell'eroe, il quale scoprirà grazie alla donna il nascondiglio della polvere da sparo rubata: una vecchia cantina. Messo in fuga grazie ad uno stratagemma di Zorro, finirà nelle mani del sergente Garcia, il quale lo arresterà e verrà decorato come nuovo comandante per aver portato a termine la missione che Toledano gli aveva assegnato.
Quintana è stato interpretato da Michael Pate. Voce italiana: Michele Gammino (doppiaggio originale), Francesco Pannofino (ridoppiaggio).
Compare come antagonista principale negli episodi 27-30.

### Enrique Fuentes
Enrique Fuentes è l'ennesimo agente dell'Aquila che giunge in città dopo la morte del magistrado e il trasferimento del capitano Toledano. Personaggio molto furbo e silenzioso, è l'esatto opposto di Quintana, infatti non tiene mai in nessuna considerazione la gravità delle conseguenze alle quali rischia di andare incontro nel caso di commettere un errore anche piccolo. Avendo rubato la polvere da sparo del cuartel grazie alla moglie del capitano Toledano, riceve l'ordine del suo capo Quintana di uccidere il sergente Garcia e insieme riescono ad attirare il soldato fuori città. Qui tuttavia viene accidentalmente ucciso proprio dal suo migliore amico durante un duello tra questi e Zorro, intervenuto per salvare Garcia.
Fuentes è stato interpretato da Peter Mamakos. Voce italiana: Lucio Saccone (ridoppiaggio).

### Carlos Murrieta
Carlos Murieta è uno scorbutico ed arrogante mercante argentino che giunge in città dopo l'arresto di Quintana, prova inequivocabile che è il nuovo agente dell'Aquila. Contrabbanda gioielli rubati in sottofondi di casse da stivali che passano regolarmente le dogane. Si accorda con il proprietario della conceria Josè Mordante per fare arrivare i gioielli all'Aquila. A causa della sua maleducazione, importuna la locandiera Maria Crespo e scatena la reazione del giovane Don Rodolfo, che spregiudicatamente lo sfida a duello. Viene tuttavia punito da Zorro per la sua bravata e ferito ad una mano da questi, non potendo così affrontare il duello e chiedendo scusa a Don Rodolfo e a Maria. Le sue attività illegali vengono scoperte da Garcia, il quale, grazie al tempestivo intervento di Zorro, dopo averne eliminato il fratello, lo arresta e lo imprigiona.
Carlos Murrieta è stato interpretato da Kent Taylor. Voce italiana: Enzo Tarascio (doppiaggio originale), Elio Zamuto (ridoppiaggio).
Compare come antagonista principale negli episodi 31-34.

### Pedro Murrieta
Pedro Murrieta è il giovane fratello minore di Carlos e giunge in città poco dopo il fratello. Insieme a Carlos indaga sulla misteriosa morte di Mordante, giungendo alla conclusione che fosse opera di Zorro. Avendo catturato Bernardo travestito da Zorro mentre rovistava nella conceria, viene chiuso nell'edificio insieme al fratello dal vero Zorro. In seguito all'ispezione del sergente Garcia nella conceria, muore cadendo nel pozzo dove vengono gettati gli scarti della conceria.
Pedro Murrieta è stato interpretato da Paul Picerni. Voce italiana: Luciano De Ambrosis (doppiaggio originale), Lucio Saccone (ridoppiaggio).

### José Mordante
José Mordante è il proprietario della conceria di Los Angeles colluso nell'opera dei fratelli Murietta. Uomo disonesto e malvagio, non essendo molto carismatico e persuasivo ricopre tuttavia un ruolo secondario nella gigantesca cospirazione dell'Aquila. Viene costretto da Murietta a cacciare via dalla sua conceria Pascal, il servo del precedente padrone Gabriel, che aveva chiesto di farlo rimanere a vivere lì. Dopo aver tentato di uccidere Bernardo, trovato a rovistare nella conceria, viene assalito e accidentalmente ucciso da Zorro.
Mordante è stato interpretato da Jack Kruschen. Voce italiana: Michele Gammino (doppiaggio originale) Mario Cordova (ridoppiaggio).

### Dolores Bastinado
Dolores Bastinado è una ricchissima nobildonna di San Pedro, che arriva a Los Angeles, con il piccolo fratello minore Pago, per trattare degli affari importanti.
Interrogata regolarmente sulla provenienza/permanenza/destinazione dal sergente Garcia, che ne intravede la possibilità di sposarla e ritirarsi dal servizio per fare la bella vita.
Il sergente infatti inizia a corteggiarla con feste e improbabili racconti (si spaccia per ufficiale), ma i suoi tentativi sono resi vani dalla frettolosa partenza della senorita, che deve tornare a San Pedro.
Dolores Bastinado è stata interpretata da Mary Wickes. Voce italiana: Clelia Bernacchi (doppiaggio originale), Stefanella Marrama (ridoppiaggio).

### Pogo Bastinado
Pogo Bastinado è l'appena ragazzo fratello molto più piccolo di Dolores Bastinado, che viene incaricato dalla sorella di occuparsi delle casse di stivali da portare alla conceria Mordante. Ha una grande ammirazione per il Sergente Garcia, arrivando a chiamarlo più volte Comandante. Qui tuttavia il ragazzo scopre i loschi affari dei fratelli Murietta, ma viene tempestivamente salvato dal sergente Garcia.
Pogo Bastinado è stato interpretato da Robert Crawford j. r. Voce italiana: Massimo Giuliani (doppiaggio originale) Eleonora De Angelis (ridoppiaggio)

### Pasqual
Pasqual è l'anziano servo di Mordante, rimasto a lavorare con il suo nuovo padrone, dopo che il precedente molto affezionatogli, volle farsi promettere da Mordante di farlo rimanere a vivere nella conceria. Soccorso da Don Diego, viene accolto benevolmente nell'hacienda De La Vega.
Pasqual è stato interpretato da Charles Wagenheim. Voce italiana: Nino Marchetti (doppiaggio originale) Dante Biagioni (ridoppiaggio).

### Don Alfredo
Un nobile di Los Angeles, vecchio amico di Don Alejandro, è un uomo onesto, ma estremamente desideroso di pace e tranquillità e in un primo momento si rifiuta di firmare un documento che attesti una milizia civile fedele al re, che intervenga per sedare una possibile insurrezione rivoluzionaria, ma infine aspramente rimproverato dall'amico accetta. In seguito ad uno scontro con un sicario dell'Aquila, viene salvato dal sergente Garcia. Alla fine, avvertito da Don Diego dello svolgersi dell'insurrezione, guida la milizia civile dei nobili contro i rivoluzionari e ferisce a morte il segretario dell'Aquila, Juan Greco.
Don Alfredo è stato interpretato da Johnatan Hole. Voce italiana: Luciano De Ambrosis (doppiaggio originale), Claudio Fattoretto (ridoppiaggio).

### Juan Greco
Il fido segretario dell'Aquila. Nonostante sembri un uomo apparentemente onesto e ingenuo, si rivela in realtà abile, astuto e vendicativo. Segue umilmente e quasi come un servo tutti gli ordini del suo capo. Tuttavia, il rifiuto di questi di salvargli la vita, accogliendolo con sé nel cuartel della città, sarà fatale per l'ambizioso administrado. Una volta ferito a morte da Don Alfredo, prima di morire Greco gli sparerà uccidendolo durante la sua folle fuga da Zorro.
Greco è stato interpretato da Jay Novello. Voce italiana: Gianfranco Bellini (doppiaggio originale), Gianni Bonagura (ridoppiaggio).

### George Brighton
George Brighton è un misterioso agente segreto inglese in incognito. Contattato da Varga, è allettato dalle generose offerte del corrotto administrado spagnolo, il quale gli giura di volere addirittura cedere il controllo della California all'Inghilterra. Uomo forte, risoluto anche se opportunista, non si convince pienamente della scarsa lealtà dei californiani verso la Spagna e per questo dubita della riuscita del piano di Varga, pur approvandolo. Si ricrede tuttavia nei confronti di Varga quando questi tenta di torturare Don Alfredo, tempestivamente salvato dal sergente Garcia.
Brighton è stato interpretato da Ralph Clanton. Voce italiana: Emilio Cigoli (La rivincita di Zorro), Gianni Marzocchi (doppiaggio originale), Sergio Rossi (ridoppiaggio).

### Conte Kolinko
Un nobile russo ed ambasciatore della corona zarista in Spagna. Giunto a Los Angeles, è anch'egli allettato dalle generose offerte dell'administrado Varga, ritenendo come Brighton attuabile il progetto di controllo della California. Tuttavia, una volta comprese le resistenze interne da parte dei nobili e dei proprietari terrieri, riterrà Varga un incapace e si rifiuterà di pagarlo, cosa che gli costerà la vita per mano dell'administrado. È facilmente riconoscibile per la sua folta barba.
Il conte Kolinko è stato interpretato da Henry Rowland. Voce italiana: Gualtiero De Angelis (La rivincita di Zorro), Alessandro Sperlì (doppiaggio originale), Renato Mori (ridoppiaggio).

### Don Gregorio Verdugo
Don Gregorio Verdugo è un anziano nobile Californiano, amico di Don Alejandro, che tuttavia rimane coinvolto in loschi affari, in cui egli in realtà non c'entra niente e che dipendono solo da un suo servo corrotto, l'indiano Pablo, che fa parte di una pericolosa banda di criminali e che sarà l'artefice del suo stesso rapimento prima, in cui viene fortunatamente salvato da Zorro, e poi di quello della figlia del Don, Anna Maria, salvata anch'essa dall'eroe mascherato.
Verdugo è stato interpretato da Edward Franz. Voce italiana: Antonio Guidi (doppiaggio originale), Dario Penne (ridoppiaggio).

### Anna Maria Verdugo
Anna Maria Verdugo è la bellissima figlia di Don Gregorio Verdugo. Appare nella seconda stagione, dall'episodio 1 al 5 e dal 10 al 13. 
Verrà rapita dal servo del padre e salvata da Zorro e di cui s'innamorerà perdutamente, nonostante la pessima opinione iniziale su Don Diego. È una ragazza un po' intrepida, dal carattere forte e determinato, sempre in collera con Don Diego perché questi ne accusa il padre di essere coinvolto in affari loschi, ma alla fine si ricrederà nei confronti del Don Diego e farà pace con lui, e gli consegnerà una lettera da dare all'eroe mascherato, che Diego provvederà a consegnare a Zorro. Ricardo Del Amo, un vecchio amico di Don Diego, gareggia con lui per l'amore della ragazza.
Anna Maria è stata interpretata da Jolene Brand. Voce italiana: Fiorella Betti (doppiaggio originale), Giorgia Lepore (ridoppiaggio).

### Don Romero Serrano
Don Romero Serrano è un giovane e misterioso nobile californiano, migliore amico dei Verdugo, con cui è in affari per impegno patriottico due settimane prima dell'arrivo di Don Diego. Quando però ha l'occasione di guadagnare molti soldi tenta di fare rapire anche la figlia di Don Gregorio, rivelando la sua vera natura. Alla fine si scopre in realtà essere un noto criminale, figlio del defunto Don Lorenzo Serrano, un anziano nobile di Santa Cruz amico di Don Alejandro, al quale ha parlato a lungo di lui. Ha lasciato la Spagna poco prima che l'arrestassero, Don Lorenzo ha confessato all'amico di aver speso una piccola fortuna per evitargli la prigione, ed ha anche perso al gioco l'eredità che gli aveva lasciato suo padre. Quindi, la somma che ha investito nel progetto di Verdugo è in realtà quella che i suoi uomini hanno rapinato a qualche corriere, ed è rimasto a collaborare con lui solo per manovrare la famiglia a suo piacimento, soprattutto per convincerli a non far intervenire l'esercito, ed attuare il colpo al momento opportuno, e per questo, essendo un ostacolo, si oppone sempre ai saggi consigli di Don Diego di non trattare per nessun motivo con dei criminali senza scrupoli, fingendo di farlo solo per il rispetto e l'ammirazione che ha per Don Gregorio. Naturalmente, uccidere i Verdugo e tutte le persone che li difendono una volta ottenuto il denaro era il suo piano fin dall'inizio. Ma soprattutto, mentre i Verdugo erano così ingenui e sprovveduti da fidarsi ciecamente di lui, Don Alejandro non si lascia affatto ingannare dalla ridicola farsa di un volgare ladro mascherato da devoto patriota: infatti, se avesse davvero a cuore la sorte dei Verdugo o della California spagnola, non sarebbe così impaziente di pagare il riscatto senza combattere. Pur essendo il capo della banda di Pablo, Zorro si fa scudo di lui, ma Pablo lo uccide durante il riscatto. La scoperta del suo coinvolgimento nel complotto, neanche lontanamente paragonabile al semplice caso di Pablo, ha segnato per sempre i Verdugo.
Don Romero è stato interpretato da Carlos Romero. Voce italiana: Renato Mori (doppiaggio originale), Massimo De Ambrosis (ridoppiaggio).

### Antonio Castillo
Antonio Castillo è il bandito di Monterey, che viene misteriosamente informato dell'investimento e del denaro che Don Diego deve consegnare a Don Gregorio Verdugo. Castillo dunque non si lascia sfuggire l'occasione di rapinare Don Diego e Bernardo, appena giunti nella locanda di Monterey, ma riesce a togliergli solo il suo orologio perché Diego afferma di non avere con sé il denaro che Castillo pretende tanto insistentemente. Castillo dunque attira l'attenzione di Bernardo alla locanda con l'orologio di Don Diego, e si fa seguire dal servitore, che viene fatto prigioniero. Palomares pertanto informa Don Diego della cattura di Bernardo e pretende un riscatto dal Don, per lasciare libero il servitore. Interviene quindi Zorro, che giunto nel caseggiato dove è tenuto prigioniero Bernardo, ferisce Castillo e libera Bernardo.
Castillo è stato interpretato da Lee Van Cleef.

### Rafael Santos
Rafael Santos è un giovane luogotenente del presidio di San Francisco, che viene aggradito e ferito dal bandito Anastacio, che poi ne prende il posto e organizza alcuni rapimenti con Pablo, il servo traditore di Don Gregorio Verdugo. Il vero luogotenente viene poi tardivamente soccorso da Don Diego, a cui l'ufficiale chiede di prendersi cura del suo cavallo, che diverrà provvisoriamente il nuovo cavallo di Zorro a Monterey.
Voce italiana: Daniele Tedeschi (doppiaggio originale) Nino Prester (ridoppiaggio).

### Pablo
Pablo è il nativo, servo di Verdugo, responsabile di tutte le cattive voci circolanti sul suo padrone. Uomo cauto, furbissimo, vile e malvagio, egli infatti organizza le rapine ai corrieri che trasportano le paghe dei soldati a Los Angeles, e infine rapisce Anna Maria, la figlia di Verdugo e il sergente Garcia e il caporale Reyes. Fortunatamente vengono tutti liberati da Zorro.
Pablo riesce infine a prendere nuovamente in ostaggio Anna Maria, ma viene ucciso (strangolato o col collo spezzato) dal sergente Garcia, che libera la senorita.
Pablo è stato interpretato da Ken Lynch. Voce italiana: Arturo Dominici (doppiaggio originale), Osvaldo Ruggeri (ridoppiaggio).

### Francisco Palomares
Francisco Palomares è lo scagnozzo di Pablo, che rapina personalmente i corrieri, che trasportano oro tra Monterey e Los Angeles. Palomares rapina Don Diego e Bernardo al loro arrivo a Monterey, e rapisce Bernardo, che però viene tempestivamente salvato da Zorro. Quando infine dopo aver rapinato e fatto prigionieri il sergente Garcia e il caporale Reyes, viene ucciso in duello da Verdugo.
Palomares è stato interpretato da Joseph Conway. Voce italiana: Angelo Nicotra, (doppiaggio originale) Vittorio Stagni (ridoppiaggio).

### Luis Rico
Luis Rico è il vice governatore della California; è un uomo molto malvagio, infido, vigliacco e corrotto, che apparentemente vuole solo fare di Monterey una città modello, ma che in realtà odia i peones e cerca in ogni modo di ostacolarne le attività; attuando contro di loro spietate campagne che causeranno atroci sofferenze a tutta la popolazione di Monterey. Alla fine riconosciuto colpevole di aver scagliato i peones contro gli especials, viene ucciso dal governatore.
Rico è stato interpretato da Frank Wilcox. Voce italiana: Giorgio Piazza (doppiaggio originale) Sandro Iovino (ridoppiaggio).

### Briones
Il comandante provvisorio del cuartel di Monterey, e degli Especiales, un corpo di soldati, sotto il diretto comando del vice governatore Louis Rico, incaricati di mantenere l'ordine e riscuotere le tasse. Questi soldati si fanno beffe del sergente Garcia e del caporale Reyes quando essi vengono trasferiti a Monterey e aggregati al reparto speciale e obbligano i venditori ambulanti della piazza di Monterey a sloggiare, attirandosi così l'odio della venditrice Teresa Modesto e del suo fidanzato Joaquin Castenada, contro cui inizia una spietata campagna, scatenando sempre di più l'odio dei peones. Briones è un capitano spregevole, arrogante e corrotto, che fa il gioco del vice governatore Rico e finisce per essere arrestato e imprigionato.
Briones è stato interpretato da Rick Roman. Voce italiana: Luciano De Ambrosis (doppiaggio originale) Stefano Mondini (ridoppiaggio).

### Joaquin Castenada
Joaquin Castenada è un peone piuttosto ribelle, impetuoso e precipitoso, fidanzato di Teresa Modesto, che insorgerà contro il capitano Briones, a causa dell'arrogante atteggiamento dell'ufficiale. Verrà braccato e arrestato, ma poi liberato da Zorro. Tuttavia, alla fine, di fronte all'evidenza dei fatti, il governatore farà cadere le accuse nei suoi confronti e degli altri peones, dichiarando legali le loro attività. Di conseguenza, avendo finalmente imparato la lezione grazie a Zorro, abbandona per sempre la lotta e non è più una testa calda.
Joaquin è stato interpretato da Perry Lopez. Voce italiana: Michele Gammino (doppiaggio originale) Roberto Gammino (ridoppiaggio).

### Teresa Modesto
Teresa Modesto è una bellissima venditrice ambulante, che viene prima invitata a chiudere la sua attività dal sergente Garcia, ragione che porta la giovane a scagliarsi contro il sergente, e poi arrestata con la forza dagli Especials e dal capitano Briones. È impetuosa, decisa, caparbia e, quando Don Diego la aiuta, sa essere molto passionale con lui, arrivando a baciarlo in maniera disinibita, anche davanti al servo Bernardo. Alla fine il governatore farà cadere le accuse nei suoi confronti ed essa si riconcilierà col fidanzato Joaquin, abbandonando per sempre la lotta.
Teresa è stata interpretata da Barbara Luna. Voce italiana: Vittoria Febbi (doppiaggio originale), Giò Giò Rapattoni (ridoppiaggio)

### Luis De Guerro
Luis De Guerro è il nuovo comandante del cuartel di Monterey, succeduto al capitano Briones, dopo l'arresto di quest'ultimo. Benché omino minuto, anziano e onesto, l'ufficiale è molto forte, impulsivo, borioso e con un ideale molto personale di giustizia. Egli è inoltre un abilissimo spadaccino. Insofferente agli scherzi del giovane Don Ricardo, quando questi stupidamente cade in uno scherzo di Don Diego, che lo fa passare per Zorro, il capitano lo fa arrestare, volendolo giustiziare veramente, per vendicarsi degli affronti subiti. Fortunatamente Zorro interviene, e dopo un aspro duello, obbliga l'ufficiale a liberare Ricardo.
Il capitano Del Guerro è stato interpretato da Whit Bissel. Voce italiana: Vittorio Stagni (doppiaggio originale) Sergio di Stefano (ridoppiaggio).

### Don Ricardo Del Amo
Don Ricardo Del Amo è un giovane nobile di San Francisco. Ricco annoiato, scanzonato, perditempo e del tutto dedito agli scherzi, che giunge a Monterey dopo l'arrivo del nuovo comandante e che si fa beffe di tutto e di tutti; dal sergente Garcia al capitano Del Guerro, da Don Diego a Don Alejandro, dalla legge alle donne; egli vorrebbe un posto speciale nel cuore di Anna Maria Verdugo, e dà il via ad una sorta di competizione con Don Diego. A causa della sua eccessiva voglia di scherzare, subirà delle lezioni da Zorro. Il suo ultimo scherzo ai danni di Diego lo porterà a subire l'ennesima figuraccia.
Ricardo è stato interpretato da Richard Anderson. Voce italiana: Ferruccio Amendola (doppiaggio originale) Nino Prester (ridoppiaggio).

### Don Estevan De La Cruz
Don Estevan De La Cruz è l'anziano zio materno di Don Diego, il fratello della sua defunta madre, che arriva a Los Angeles, dopo che questi fa ritorno nella cittadina da Los Angeles. Estevan è un uomo ozioso, scherzoso, molto ostinato e a cui piace raggirare e ingannare la gente per condurre un'esistenza agiata, ragion per cui è in pessimi rapporti con Don Alejandro, che gli ha offerto vanamente un lasso di terra.
Dopo una decina di stratagemmi vanificati da Zorro, tra cui il tentato matrimonio con Margherita, Estevan dirà di voler tornare in Spagna per arruolarsi e se ne andrà via dalla cittadina.
Don Estevan è stato interpretato da Cesar Romero. Voce italiana: Ferruccio Amendola (doppiaggio originale) Dario Penne (ridoppiaggio).

### Anita Cabrillo
Anita Cecilia Isabella Cabrillo è la sedicenne senorita che giunge in città alla ricerca del padre, Don Miguel Cabrillo, e che viene aiutata dai De La Vega a cercarlo, ma data la scarsa consistenza delle prove della presenza di suo padre a Los Angeles, viene subito ritenuta una bugiarda. Anita, dopo varie peripezie, riesce infine a trovare il padre e insieme i due ritornano per sempre in Spagna.
Anita Cabrillo è stata interpretata da Annette Funicello. Voce italiana: Maria Pia Di Meo (doppiaggio originale) Eleonora De Angelis (ridoppiaggio).

### Margarita Cotazar
Margarita Cotazar è una ricca nobildonna, che l'anziano zio di Diego, Esteban prende di mira, e di cui si proclama innamoratissimo. In realtà l'anziano Don vede nella dote della senorita la soluzione ai suoi problemi economici. La nobildonna tuttavia rivelerà a Don Esteban di aver venduto tutte le sue terre, rivelazione che porterà l'anziano Don a "partire per arruolarsi".
Margarita è stata interpretata da Patricia Medina. Voce italiana: Maria Pia Di Meo (doppiaggio originale) Isabella Pasanisi (ridoppiaggio).

### Joe Crane
Joe Crane è un eremita statunitense che giunge in città subito. Crane è un uomo rozzo e con un talento eccezionale per i guai, ma anche furbo e coraggioso. Egli infatti, giunto in città, viene accusato dal sergente Garcia, che si fa passare per generale, di essere sul territorio Spagnolo senza passaporto, ma proprio mentre il sergente lo sta per arrestare cambia idea perché Crane gli offre da bere. Alla taverna Crane tuttavia importuna la locandiera Carlotta, attirando l'ira di Don Carlos, un nobile che lo perseguita continuamente, considerandolo un barbaro, in quanto straniero. Alla fine Crane lascia per sempre la città e i territori Spagnoli, sano e salvo per merito di Zorro, al quale promette in cambio il suo aiuto in caso di bisogno, potendo farlo arrivare dalle montagne con un segnale di fumo.
Joe Crane è stato interpretato da Jeff York. Voce italiana: Gianni Musy (doppiaggio originale) Alessandro Rossi (ridoppiaggio).

### Don Carlos
Un nobile spagnolo, molto all'antica, proseguitore della legge del occhio per occhio dente per dente, e che considera i soldati del cuartel degli incapaci e ubriaconi. Uomo molto astuto e vendicativo, in occasione dell'arrivo in città e della bravata dello straniero Joe Crane, lo sfida a duello, ma essendo disarmato gli giura vendetta e lo comincia a perseguitare con ogni mezzo, ma fallisce perché alla fine Crane viene salvato da Zorro. Alcune fonti chiamano il personaggio Don Carlos Fernandez, ma l'interprete è semplicemente accreditato nel ruolo di Don Carlos, e lo show non fa mai riferimento al suo nome di famiglia.
Don Carlos è stato interpretato da Jonathan Harris. Voce italiana: Michele Gammino (doppiaggio originale) Sandro Iovino (ridoppiaggio).

### Hernando
Il servitore personale di don Carlos.
Voce italiana: Sandro Sardone (ridoppiaggio).

### Pedro Llamas
Il sarto di Los Angeles. Amico di don Carlos, neanche a lui piacciono gli stranieri.
Voce italiana: Claudio Fattoretto (ridoppiaggio).

### Carlotta
Una locandiera della taverna di Los Angeles. Ha un debole per Joe Crane.
Voce italiana: Stefanella Marrama (ridoppiaggio).

### Don Andres Felipe Basilio
Dispotico esattore delle tasse, giunto a Los Angeles direttamente da Madrid, incaricato dal Re Ferdinando VII di riscuotere fondi e obbligazioni per finanziare le campagne militari spagnole contro Francia, Inghilterra e Olanda, che una volta in città si alienerà il disprezzo di tutti per i suoi metodi brutali. Uomo molto malvagio, è in realtà un furbissimo ed espertissimo impostore, poiché finge tanto palesemente di essere uno dei più fedeli e impegnati servitori del Re di tutta la Spagna, difficile da convincere che sta sbagliando o esagerando se si tratta di questi affari, soltanto per avere campo libero nell'arricchirsi e spadroneggiare illegalmente, anche se, come tutte le persone malvagie, in situazioni di successo abbassa la guardia e commette errori molto stupidi. Infatti, pur avendo scoperto la vera identità e il passaggio segreto di Zorro, indosserà per divertimento gli abiti dell'eroe, scelta che gli sarà fatale, in quanto verrà scambiato per il cavaliere mascherato e ucciso dal capitano Mendoza prima che conoscano tutti la verità.
Don Felipe Basilio è stato interpretato da Everett Sloane. Voce italiana: Ferruccio Amendola (doppiaggio originale) Gianfranco Bellini (ridoppiaggio).

### Salvador Mendoza
Salvador Mendoza è il nuovo anziano ufficiale al seguito di Don Basilio, di cui ne è il fido attendente. Uomo apparentemente mansueto, in realtà è molto malvagio e subdolamente complice delle malefatte di Don Basilio. Egli infatti tassa l'oste della locanda Marcos, imponendogli di pagare 200 pesos, per lui una somma momentaneamente irrecuperabile. Alla fine, scambiando Don Basilio per Zorro, lo uccide all'istante con un colpo di pistola. È stato un incidente visto che Don Basilio era mascherato come Zorro e quindi chiunque si sarebbe sbagliato. Tuttavia, su espressa richiesta di Don Alejandro, viene arrestato dal sergente Garcia per omicidio premeditato e rimandato in Spagna per essere giudicato dal Re in persona, il quale probabilmente lo condannerà a morte o al carcere.
Salvador Mendoza è stato interpretato da Robert J. Wilke. Voce italiana: Vittorio Stagni (doppiaggio originale) Lucio Saccone (ridoppiaggio).

### Don Cornelio Esperon
Don Cornelio Esperon è un anziano nobile e ricco proprietario terriero californiano, amico di vecchia data di Don Alejandro De La Vega, le cui terre vengono prese di mira dal magistrado Don Felipe Basilio, che vuole appropriarsi delle sue terre, accusandolo di tradimento per aver acquistato degli oggetti di produzione straniera, in modo da sequestrargli le terre e donarle prima al sergente Garcia, per poi una volta archiviato il caso, impossessarsene personalmente. Egli dunque chiede al sergente Garcia di testimoniare ad un processo contro Don Cornelio, ma al suo rifiuto, Basilio minaccia il sergente di condannarlo a morte per tradimento, nel caso egli si fosse rifiutato. Alla fine il sergente, nello stupore generale, testimonierà a favore di Don Cornelio, compromettendo la sua posizione, ma verrà salvato tempestivamente da Zorro.
Don Cornelio è stato interpretato da Edgar Barrier. Voce italiana: Renato Turi (doppiaggio originale) Renato Mori (ridoppiaggio).

### Moneta Esperon
Moneta Esperon è la bella figlia di Don Cornelio Esperon. Donna molto giovane e impulsiva, decisa a salvare il padre, riesce nell'intento grazie alla testimonianza del sergente Garcia.
Decisa a salvare il sergente, dalla vendetta di Basilio, benché persuasa a non fare niente da Don Diego, riesce nell'intento grazie all'intervento di Zorro.
Moneta Esperon è stata interpretata da Gloria Talbott. Voce italiana: Maria Pia Di Meo (doppiaggio originale) Serena Verdirosi (ridoppiaggio).

### Governatore
Uomo anziano e dalla mentalità conservatrice, talvolta irascibile e dal carattere mutevole, ma molto onesto e rispettato, si fa ingannare dall'abilità del vicegovernatore Rico, ma si ricrede nei suoi confronti scoperte le vere mire di questo. Essendo investito di una carica così importante, ha molti nemici mascherati, ma non sa di avere anche un amico mascherato: Zorro. Qualche mese dopo rimane ferito e con una gamba rotta in seguito a un incidente in carrozza e viene accolto nell'hacienda dei De La Vega. Ha sempre dimostrato molta simpatia per Don Diego e non gli dispiace affatto che abbia degli incontri galanti con sua figlia Leonar, tanto da rimproverarla giustamente quando ignora il giovane solo per delle piccole e insignificanti sciocchezze da femmina. Ma soprattutto, proprio per questo motivo, quando il suo assistente, il capitano Arellano, che ha appena nominato suo successore, con la sua gelosia per Leonar, nonostante la lunga chiacchierata che fecero a Buenaventura quando gli promise che l'avrebbe controllata, mette per l'ennesima volta in imbarazzo sua figlia per essere andata a cavalcare con Don Diego, osando pretendere che il rivale gli chieda prima il permesso essendo il responsabile della sicurezza di Leonar, e considerato oltretutto che i De La Vega gli hanno offerto la migliore ospitalità nella loro hacienda e concesso di occuparla fino a quando non sarà guarito del tutto, si decide finalmente dopo molto tempo a destituirlo per sempre dalla carica per rimandarlo in Spagna con un altro incarico, ma questo solo dopo aver chiarito con più calma tutti i punti una volta ritornati a Monterey, dovendo prima concludere con successo la delicata missione di riconfermare la fedeltà della California alla corona, rassicurandolo comunque di non prenderla come una critica nei suoi confronti ma solo come un atto dovuto viste le particolari circostanze in gioco per la successione. Nell'hacienda dei De La Vega è oggetto di molti tentati assassini da parte di un'organizzazione di indipendentisti, i Rebatos, aiutati dal vile Arellano, ma per fortuna viene tempestivamente e ripetutamente salvato da Zorro, che come Don Diego De La Vega ha anche lui riconfermato la propria fedeltà alla corona insieme al padre. In realtà, chi gli salva veramente la vita è Bernardo, mentre Zorro si occupa soltanto di uccidere Arellano e neutralizzare i Rebatos nel frattempo. Di conseguenza, con la morte del traditore e la cattura dei ribelli, il pericolo di ulteriori ritorsioni nei suoi confronti è stato eliminato, e il giorno dopo lui e sua figlia possono ripartire per Monterey in completa sicurezza.
Il governatore è stato interpretato da John Litel. Voce italiana: Enrico Bertorelli (doppiaggio originale) Alessandro Rossi (ridoppiaggio).

### Leonar
La giovane, bella e impetuosa figlia del governatore, verso cui il capitano Arellano ha un debole, che porta l'ufficiale ad atteggiamenti imbarazzanti per la señorita, nonostante avesse promesso al padre di controllare la sua gelosia, e che saranno causa del ripensamento del governatore, che già pensava ad Arellano come suo sostituto e successore. Leonar viene poi fatta prigioniera dai rebatos, ma tempestivamente salvata da Zorro, che uccide in duello il capitano Arellano davanti a lei. Di conseguenza, con la morte del traditore e la cattura dei ribelli, il pericolo di ulteriori ritorsioni nei confronti del governatore è stato eliminato, e il giorno dopo lei e suo padre possono ripartire per Monterey in completa sicurezza.
Leonar è stata interpretata da Joan Evans. Voce italiana: Antonella Baldini (doppiaggio originale) Cristina Boraschi (ridoppiaggio).

### Felipe Arellano
Felipe Arellano è il capitano della scorta del governatore, e prende quindi il comando del presidio di Los Angeles. È apparentemente un ufficiale onesto e brillante, ma la propria ambizione e il ripensamento del governatore, che non lo ritiene idoneo alla carica di sostituto-governatore per i suoi atteggiamenti imbarazzanti per la figlia Leonar, nonostante la lunga chiacchierata che fece con il governatore a Buenaventura quando gli promise di controllare la sua gelosia, lo condurranno a schierarsi con i Rebatos, un gruppo di indipendentisti, guidato dal nobile Don Manuel Larios, che vogliono rompere ogni vincolo con la Spagna, anche con la promessa di mantenerlo come nuovo governatore, errore che lo porterà a morire per mano di Zorro in seguito a un tentativo di uccidere il governatore prima del ritorno a Monterey, perché se lo facesse dopo essere stato destituito il viceré potrebbe non scegliere lui per la successione, dopo un assalto alla tenuta De La Vega. Di conseguenza, con la sua morte e la cattura dei compagni ribelli, il pericolo di ulteriori ritorsioni nei confronti del governatore è stato eliminato, e il giorno dopo lui e sua figlia possono ripartire per Monterey in completa sicurezza.
Il capitano Arellano è stato interpretato da George Neise. Voce italiana: Nino Prester (ridoppiaggio).

### Don Manuel Larios
Don Manuel Larios è un eccellentissimo, ma spietato nobile californiano di San Luis Rey, capo dei Rebatos, una organizzazione di ribelli che vuole rompere ogni vincolo della California con la madrepatria spagnola. Egli cerca di convincere il capitano Arellano a facilitare un attentato mortale contro il governatore, che, andato a buon fine, avrebbe fatto diventare lo stesso capitano nuovo governatore della California. Tuttavia i tentativi di assassinare il governatore falliranno sistematicamente, grazie a Zorro, che, dopo aver ucciso Arellano, lo cattura e lo consegna ai soldati del sergente Garcia con tutti i suoi complici.
Don Larios è stato interpretato da Douglas Kennedy. Voce italiana: Dante Biagioni (doppiaggio originale) Michele Gammino (ridoppiaggio).

### Don Sebastian Portas
Don Sebastian Portas è un anziano amico di Don Alejandro, con cui egli è in affari. Don Sebastian è una nobile di San Pedro, che giunto a Los Angeles per affari, vuole ripartire subito per timore di essere rapinato. La diligenza che lo deve riportare a San Pedro tuttavia ha un problema alla ruota e Don Sebastian affida i suoi 1500 pesos ai De La Vega, denaro che Don Diego affida al sergente Garcia, consigliandogli di custodirli nel forziere del cuartel. Il sergente viene poi preso di mira dalla cartomante Lupita e dai chiatarristi della locanda, che riescono infine a derubarlo, ma il denaro viene salvato da Zorro, e Don Sebastian può ripartire tranquillamente per San Pedro.
Don Sebastian è stato interpretato da Alex Jerry. Voce italiana: Renato Mori (ridoppiaggio).

### Lupita
Lupita è una giovane, astuta e avida cartomante, che quando giunge Don Sebastian in città, viene a sapere dell'affidamento dei 1500 pesos di Don Sebastian presso il sergente Garcia, e progetta un piano per derubarlo, insieme ai chitarristi della locanda. Lupita, conquistata la fiducia del sergente, gli legge il futuro e lo intimorisce facendogli credere che qualcuno a lui molto vicino voglia ucciderlo e derubarlo; il sergente, spaventato a morte, diventa praticamente paranoico, sospettando di tutto e tutti. Garcia ordina dunque al caporale Reyes e ai lancieri di recarsi alla missione di San Capistrano, lasciando sguarnito il cuartel. Lupita e i suoi complici entrano nel cuartel e sequestrano e derubano il sergente, che viene salvato da Zorro, che lo libera, gli restituisce il denaro e gli consegna i tre ladri. L'indomani il sergente può così riconsegnare il denaro a Don Diego.
Lupita è stata interpretata da Roxane Berard. Voce italiana: Gio Gio Rapattoni (ridoppiaggio).

### Tomas Gregorio
Un anziano commerciante di San Pedro, amico di Don Diego, che giunto a Los Angeles si accorge di avere un ospite indesiderato nel proprio carro, un misterioso ragazzo cinese introdottosi clandestinamente sul mezzo.
Tomas Gregorio è stato interpretato da Oliver Blake.

### Zu Qing
Un ragazzo cinese che, giunto a Los Angeles clandestinamente sul carro di Don Thomas Gregorio, in seguito a molte disavventure, viene a malincuore arrestato dal sergente Garcia, intimorito da un possibile processo dell'onesto giudice Vasca, egli, come il sergente Garcia afferma, uccide sempre chi è un ladro. Il ragazzo consegna a Don Diego un messaggio in cinese, ma poi viene reclamato da John Vinson, un marinaio inglese, che ne richiede la consegna a Garcia, convincendo il sergente che il ragazzo è un assassino. Don Diego tuttavia decifra il messaggio, scoprendo che il ragazzo è un componente della famiglia imperiale cinese. Zorro quindi interviene a salvare il ragazzo e il sergente Garcia, messo al corrente del rango del ragazzo, lo rimanda in Cina con tutti gli onori.
Il principe è stato interpretato da James Hong.

### John Vinson
John Vinson è un disonesto marinaio inglese, che svolge attività illegali nell'Oceano Pacifico. Vinson rapisce Zu Qing, membro della famiglia imperiale cinese, per chiedere un grandissimo riscatto alla famiglia imperiale cinese, ma il ragazzo riesce a sfuggirgli e giunge a Los Angeles. Vinson tuttavia lo rintraccia e ne richiede e ottiene la consegna al sergente Garcia, dichiarando che il ragazzo è un assassino. Vinson viene tuttavia fermato da Zorro, che libera il ragazzo e lo restituisce al sergente Garcia che, dopo avere appreso la sua vera identità, lo rimanda in Cina con tutti gli onori.
John Vinson è stato interpretato da Charles Horvath. Voce italiana: Lucio Saccone (ridoppiaggio).

### Celesta Villagrana
Celesta Villagrana è una giovane e malvagia nobildonna che sulla strada di Los Angeles, con l'amico Rico Lopez e il servo Roberto Montez, viene trovata legata e imbavagliata da Bernardo, che la donna accusa di averla rapinata di alcune pietre preziose. Nonostante Don Diego riesca a provare l'innocenza del servitore, la donna fa ricadere abilmente la colpa sul servitore dei De La Vega. Interviene allora Zorro, che squarcia la giacca di Rico Lopez, facendo cadere le pietre preziose, provando l'innocenza di Bernardo.
Celesta Villagrana è stata interpretata da Fintan Meyler. Voce italiana: Micaela Esdra (ridoppiaggio).